# Chloraea longipetala
Chloraea longipetala es una especie de orquídea de hábito terrestre originaria de Chile.

## Descripción
Es una orquídea de tamaño medio que prefiere el clima fresco. Tiene hábito terrestre. Florece en la primavera en una inflorescencia con varias flores.

## Distribución
Se encuentra en el centro y sur de Chile. 

## Sinonimia
- Asarca longipetala (Lindl.) Kuntze, Revis. Gen. Pl. 2: 652 (1891).
- Chloraea liliacea Kraenzl., Orchid. Gen. Sp. 2: 60 (1903).
- Chloraea multilamellata Phil. ex Kraenzl., Orchid. Gen. Sp. 2: 59 (1903).
- Chloraea panduriformis Phil. ex Kraenzl., Orchid. Gen. Sp. 2: 54 (1903).
- Chloraea reicheana Kraenzl., Orchid. Gen. Sp. 2: 81 (1903).
- Chloraea ulanthoides var. affinis (Lindl.) Reiche, Anales Mus. Nac. Santiago de Chile 18: 24 (1910)[2]